# Фераја (Фиренца)
Фераја је насеље у Италији у округу Фиренца, региону Тоскана.
Према процени из 2011. у насељу је живело 25 становника. Насеље се налази на надморској висини од 209 м.